# Nettetal
Die Stadt Nettetal liegt am Niederrhein im Westen des Bundeslandes Nordrhein-Westfalen und ist eine Mittlere kreisangehörige Stadt des Kreises Viersen im Regierungsbezirk Düsseldorf.

## Geographie
Die Stadt liegt im Herzen des Naturparks Maas-Schwalm-Nette in direkter Nachbarschaft zu den Niederlanden und umfasst sechs Stadtteile, die als räumlich getrennte Siedlungsflächen (Ortschaften) bestehen.
Ihren Namen verdankt die Gemeindefusion Nettetal dem Flüsschen Nette, das auf einer Länge von 12,25 Kilometern die Stadt durchfließt. Ausgedehnte Wald- und Heideflächen mit einem großen Wanderwegenetz machen die Stadt zu einem zentralen Erholungsort im Naturpark Maas-Schwalm-Nette.
Zu Nettetal gehören zwölf Seen mit einer Fläche von rund 179 Hektar (vergleiche: Nette-Seen, Krickenbecker Seen). Im Folgenden die Namen der Seen, gegliedert nach den Flüsschen, von denen sie gespeist werden (in Klammern die ungefähre Größe in Hektar):
Von der Nette gespeist
- Kleiner Breyeller See (5,3)
- Großer Breyeller See (9,2)
- Nettebruch (13,2)
- Windmühlenbruch (6)
- Ferkensbruch (4,5)
- Kleiner de Wittsee (4,5)
- Großer de Wittsee (22,5)
- Schrolik (15,5)
- Poelvennsee (24,5)

An der Renne
- Hinsbecker Bruch (37,5)
- Glabbacher Bruch (36)

Vom Königsbach gespeist
- Kälberweide (5)

Die relativ seen- und waldreiche Region ist ein Naherholungsgebiet für den Ballungsraum Rhein-Ruhr; dazu tragen auch die beiden staatlich anerkannten Erholungsorte Hinsbeck und Leuth bei. Nettetal hat als Claim den Begriff „Seenstadt“. Früher gab es Strandbäder am Krickenbecker See und am Poelvenn; diese sind geschlossen.
Die nächstgelegenen Möglichkeiten mit Badeaufsicht in einem See zu schwimmen, sind seitdem die „Blaue Lagune“ bei Herongen und der Heidweiher bei Amern.

### Nachbargemeinden
Beginnend im Norden im Uhrzeigersinn grenzen an Nettetal die Stadt Straelen und die Gemeinde Wachtendonk (Kreis Kleve), Grefrath, die Stadt Viersen, Schwalmtal und Brüggen (Kreis Viersen) sowie die Gemeinde Beesel und die Stadt Venlo in der niederländischen Provinz Limburg.

### Stadtgliederung
Nach der Hauptsatzung gliedert sich Nettetal in sechs „Bezirke“ genannte Ortschaften: „Das Stadtgebiet wird in folgende Bezirke eingeteilt: Breyell, Hinsbeck, Kaldenkirchen, Leuth, Lobberich und Schaag.“ Die beiden ehemaligen Städte Kaldenkirchen und Lobberich sowie die drei ehemaligen Gemeinden Breyell, Hinsbeck und Leuth bildeten die fünf ursprünglichen Ortschaften. Die jüngste Ortschaft Schaag im äußersten Süden Nettetals entstand 1995 aus einem Teil Breyells. Die Abgrenzung der heute sechs Bezirke untereinander wurde vom Stadtrat zuletzt am 8. Februar 2011 im Bereich der Stadtteilgrenze Hinsbeck/Lobberich abgeändert.
| Ortsteil       | Einwohner | km²   | E / km² | Ortsvorsteher           | Bezirke der Stadt Nettetal |
| -------------- | --------- | ----- | ------- | ----------------------- | -------------------------- |
| Breyell        | 8.460     | 11,85 | 714     | Hans Hubert Glock (CDU) | Bezirke der Stadt Nettetal |
| Hinsbeck       | 4.658     | 18,98 | 245     | Heinrich Ophoves (CDU)  | Bezirke der Stadt Nettetal |
| Kaldenkirchen  | 10.035    | 15,24 | 658     | Claudia Willers (CDU)   | Bezirke der Stadt Nettetal |
| Leuth          | 1.777     | 13,21 | 135     | Willi Ridder (CDU)      | Bezirke der Stadt Nettetal |
| Lobberich      | 13.916    | 17,64 | 789     | Harald Post (CDU)       | Bezirke der Stadt Nettetal |
| Schaag         | 3.760     | 6,95  | 541     | Günter Syben (CDU)      | Bezirke der Stadt Nettetal |
| Stadt Nettetal | 42.606    | 83,87 | 508     |                         | Bezirke der Stadt Nettetal |

Einwohner am 31. Dezember 2019

## Geschichte
Der Name geht auf das 1322 erstmals verschriftlichte Flüsschen Nette zurück, das wohl nach urgermanisch *nata-a (‚nass‘) benannt wurde.
Die Stadt Nettetal entstand am 1. Januar 1970 durch den Zusammenschluss der Gemeinden Leuth, Breyell und Hinsbeck sowie der Städte Kaldenkirchen und Lobberich. Kleinere Teile der ehemaligen Gemeinden Amern, Boisheim, Brüggen, Dülken, Grefrath und Süchteln kamen hinzu.

## Politik

### Rat
Nach den Kommunalwahlen am 25. Mai 2014 und am 13. September 2020 setzte sich der Rat der Stadt folgendermaßen zusammen:
| Fraktion                          | Sitze | Sitze |
| Fraktion                          | 2020  | 2014  |
| --------------------------------- | ----- | ----- |
| CDU                               | 20    | 21    |
| SPD                               | 8     | 10    |
| Bündnis 90/Die Grünen             | 11    | 4     |
| Wir in Nettetal                   | 5     | 4     |
| FDP                               | 4     | 3     |
| AfD                               | 2     | 2     |
| ABN (Aktive Bürger für Nettetal)0 | –     | 2     |
| Gesamt                            | 50    | 46    |

In der Wahlperiode 2014–2020 verließen die beiden Ratsmitglieder der AfD ihre Partei und bildeten seit 2018 die Blaue-Partei-Fraktion. Ein Mitglied verließ die ABN-Fraktion und schloss sich der AfD an. Zwei Ratsmitglieder waren damit fraktionslos.

### Bürgermeister
Zum Bürgermeister wurde 2020 in der Stichwahl Christian Küsters (Bündnis 90/Die Grünen) gewählt. Sein Vorgänger Christian Wagner (CDU) amtierte seit 2004.

### Wappen und Banner

Banner der Stadt Nettetal
Wappen der ehem. Stadt Lobberich
Wappen der ehem. Stadt Kaldenkirchen
Wappen der ehem. Gemeinde Breyell
Wappen der ehem. Gemeinde Hinsbeck
Wappen der ehem. Gemeinde Leuth
Erkennungszeichen des Stadtbezirks Schaag

Da die Wappen der Ursprungsgemeinden nicht kombiniert werden konnten, wurde am 8. April 1971 ein neues Wappen eingeführt. Es stellt die Natur dar, welche die Region dominiert. Dies wird durch eine Seerose auf blauem Grund (Wasser) symbolisiert. In Blau eine silberne (weiße) Seerose mit goldenem (gelbem) Butzen, kreisförmig umgeben von fünf goldenen (gelben) Seerosenblättern. Die fünf Seerosenblätter stehen für die zur Stadt Nettetal zusammengeschlossenen Städte Kaldenkirchen und Lobberich sowie die Gemeinden Breyell, Hinsbeck und Leuth.
Das Banner der Stadt zeigt die Farbe Blau mit dem Stadtwappen ohne Schild etwas oberhalb der Mitte.

### Städtepartnerschaften
Nettetal unterhält offizielle Partnerschaften mit der französischen Gemeinde Caudebec-en-Caux, mit der polnischen Stadt Ełk (seit 1998) und mit dem britischen Verwaltungsbezirk Fenland. Eine „Städtefreundschaft“ pflegt Nettetal mit der sächsischen Stadt Rochlitz.

## Kultur und Sehenswürdigkeiten

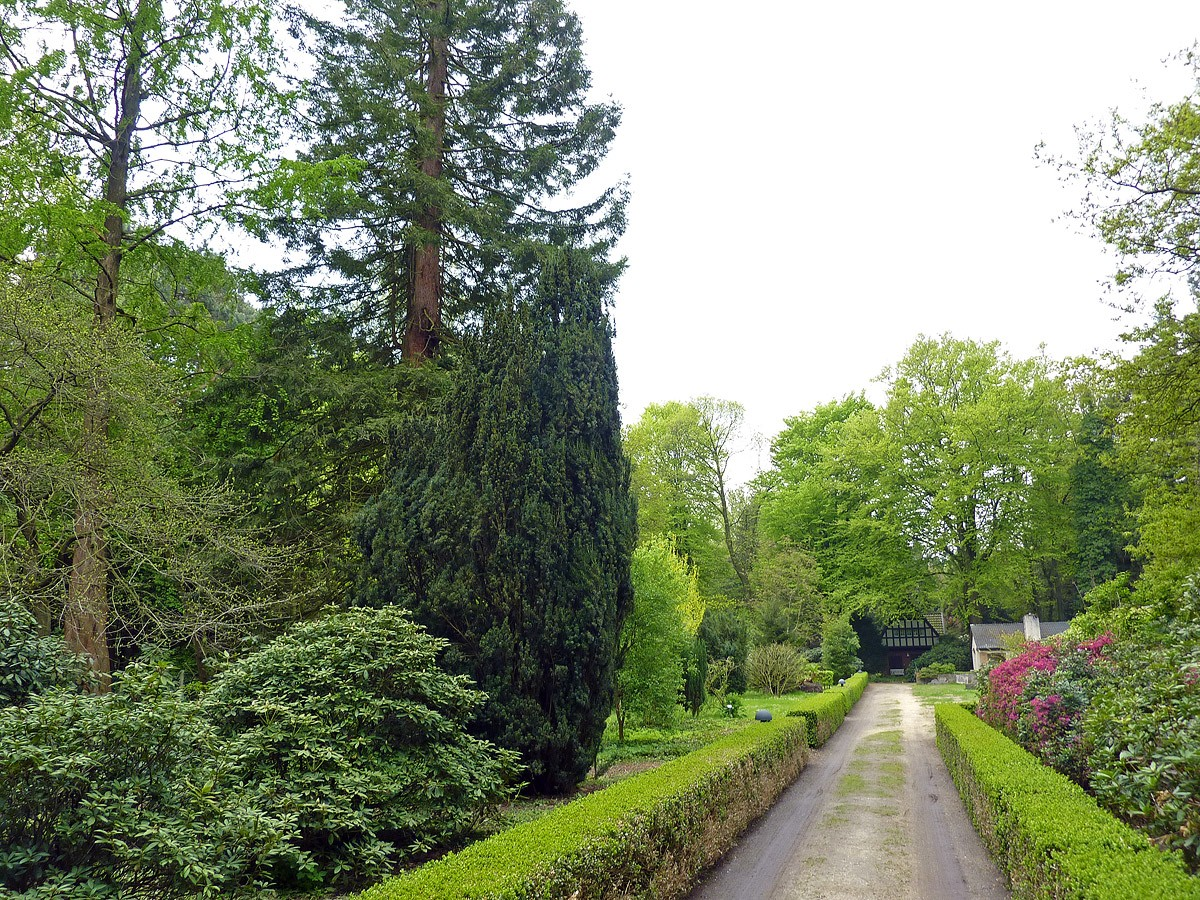
Eingangsbereich der Sequoiafarm Kaldenkirchen

Schloss Krickenbeck um 1860, Sammlung Alexander Duncker

- Umrahmt von den vier Krickenbecker Seen liegt das Schloss Krickenbeck, in dem heute eine Tagungsstätte untergebracht ist.
- Der Radweg Fietsallee am Nordkanal verläuft durch den Ort.
- Im Kaldenkirchener Grenzwald befinden sich das Naturschutzgebiet der Heidemoore, das Arboretum Sequoiafarm Kaldenkirchen sowie der geo-hydrologische Wassergarten.
- Fliegerhorst Venlo-Herongen Venloer-Heide im Waldgebiet Leuth-Venlo, welches eine kleine Gedenkstätte am ehemaligen Flugfeld Venlo-Herongen beinhaltet. Im Umkreis kann man mehrere Ruinen von Flugzeughangars und die Freifläche des Flugfeldes besichtigen
- Durch den Grenzwald führt der Premiumwanderweg „Galgenvenn“. Er wurde 2016 zum zweitschönsten Wanderweg Deutschlands gewählt.[15]

## Wirtschaft und Infrastruktur
Im Jahr 2022 erzielte Nettetal Einnahmen aus der Gewerbesteuer in Höhe von 26,5 Millionen Euro. Mit einem Gewerbesteuerhebesatz von 410 % ist Nettetal eine der gewerbesteuerlich teureren Gemeinden Deutschlands.

### Unternehmen
- Städtisches Krankenhaus Nettetal

### Bildung

#### Weiterführende Schulen
- Werner-Jaeger-Gymnasium (Lobberich)
- Gesamtschule Nettetal (Breyell)
- Realschule Nettetal (Kaldenkirchen)
- Comeniusschule (Hinsbeck)
- Berufskolleg Rhein-Maas – Standort Lobberich
- Städtische Hauptschule Lobberich (geschlossen im Sommer 2014)

#### Grundschulen
- Katholische Grundschule Breyell
- Gemeinschaftsgrundschule Breyell
- Katholische Grundschule Hinsbeck
- Gemeinschaftsgrundschule Kaldenkirchen
- Katholische Grundschule Kaldenkirchen
- Katholische Grundschule Leuth
- Katholische Grundschule Lobberich
- Gemeinschaftsgrundschule Lobberich
- Hubertusgrundschule Schaag

### Verkehr
Die Bundesautobahn 61 sowie der Maas-Wupper-Express mit Halt im Bahnhof Kaldenkirchen und im Bahnhof Breyell durchqueren Nettetal. Die Bundesstraßen 509 und 221 durchqueren ebenfalls das Stadtgebiet.

## Persönlichkeiten

### In Nettetal geboren
- Gerhard Xylander (1555–1610), Priester und Domherr zu Köln
- Leo Anton Carl de Ball (1853–1916), Astronom
- Albert Steeger (1885–1958), Universalgelehrter
- Werner Jaeger (1888–1961), Philologe
- Lambert Maaßen (1894–1970), Kommunalpolitiker und Landrat
- Hans-Hilmar Staudte (1911–1979), deutscher Schachmeister und Komponist
- Anton van Eyk (1911–2004), Künstler und Keramiker
- Hanns Backes (1925–2015), Politiker
- Johannes Menskes (1927–2021), Chorleiter und Komponist
- Jochen Hild (1929–2017), Biologe und Landschaftsökologe
- Willy Sanders (* 1934), Germanist und Professor für Deutsche Sprache und Germanistische Linguistik
- Leo Peters (* 1944), Archivar, Historiker, Autor und Professor für Geschichte
- Wolfgang Schiffer (* 1946), Schriftsteller
- Paul Badde (* 1948), Historiker und Journalist
- Hartmut Mirbach (1949–2011), Fotograf und Maler
- Michael Hardt (* 1951), Designer
- Arnfried Lerche (* 1952), Schauspieler
- Herbert Niehr (* 1955), römisch-katholischer Theologe
- Ursula Stinkes (* 1959), Professorin für Geistigbehindertenpädagogik
- Gregor Jansen (* 1965), Kunsthistoriker
- Elmar Lehnen (* 1965), Basilikaorganist
- Barbara Völzmann-Stickelbrock (* 1965), Rechtswissenschaftlerin
- Sascha Lappessen (* 1970), DJ und Bandleader
- Dietmar Brockes (* 1970), Politiker
- Dinçer Güçyeter (* 1979), Theatermacher, Lyriker, Herausgeber und Verleger
- Bastian Rütten (* 1980), Theologe und Religionspädagoge
- Stefan Heythausen (* 1981), Eisschnellläufer und Olympiateilnehmer
- Tuğrul Erat (* 1992), Fußballspieler

### Mit Nettetal verbunden
- Hanna Meuter (1889–1964), Soziologin, Dozentin und Schriftstellerin; lebte seit Anfang der 1950er bis zu ihrem Tod 1964 in Lobberich
- Ernst J. Martin (1900–1967), Autor, Zahnarzt und Gründer der Sequoiafarm
- Illa Martin (1900–1988), Zahnärztin, Dendrologin und Mitbegründerin der Sequoiafarm
- Günther Hinnenthal (1903–1945), Pfarrer
- Heinz Lanser (* 1937), 1970–2000 Kulturamtsleiter; Maler und Zeichner
- Wolfgang Seifen (* 1956), 1976–1983 Kirchenmusiker an St. Sebastian in Nettetal-Lobberich
- Fabian Grischkat (* 2000), Webvideoproduzent, Moderator und Aktivist